# Viktor Ekstrand
Karl Viktor Konrad Ekstrand, född 12 november 1854 i Mariefred, död 28 november 1918 i Stockholm, var en svensk lantmätare.
Viktor Ekstrand var son till kyrkoherden Per Fredrik Emanuel Ekstrand. Han avlade mogenhetsexamen i Örebro 1873 och studerade därefter vid Teknologiska institutet 1874–1877. Efter avgångsexamen från väg- och vattenbyggnadsavdelningen där han var lantmäterielev 1877–1880, avlade lantmätarexamen 1881 och tjänstgjorde 1881–1887 som lantmäteriauskultant i Västmanlands, Jönköpings, Skaraborgs, Blekinge och Kopparbergs län. Åren 1887–1889 tjänstgjorde Ekman som extra storskifteslantmätare i Kopparbergs län, var vice kommissionslantmätare i samma län 1892–1894 och 1897–1907 samt var avvittringslantmätare i Västerbottens län 1894–1897. Åren 1907–1918 var han vice kommissionslantmätare i Stockholms län. Ekstrand gjorde sig främst känd genom sina historiska studier inom lantmäteriyrket, och utgav flera arbeten inom ämnet. Han är begravd på Norra begravningsplatsen utanför Stockholm.